# District de Zlín
Le district de Zlín (en tchèque : okres Zlín) est un des quatre districts de la région de Zlín, en Tchéquie. Son chef-lieu est la ville de Zlín.

## Liste des communes
Le district compte 91 communes, dont 10 ont le statut de ville (město, en gras) et 1 a le statut de bourg (městys, en italique) :
Bělov •
Biskupice •
Bohuslavice nad Vláří •
Bohuslavice u Zlína •
Bratřejov •
Březnice •
Březová •
Březůvky •
Brumov-Bylnice •
Dešná •
Dobrkovice •
Dolní Lhota •
Doubravy •
Drnovice •
Držková •
Fryšták •
Halenkovice •
Haluzice •
Horní Lhota •
Hostišová •
Hřivínův Újezd •
Hrobice •
Hvozdná •
Jasenná •
Jestřabí •
Kaňovice •
Karlovice •
Kašava •
Kelníky •
Komárov •
Křekov •
Lhota •
Lhotsko •
Lípa •
Lipová •
Loučka •
Ludkovice •
Luhačovice •
Lukov •
Lukoveček •
Lutonina •
Machová •
Mysločovice •
Napajedla •
Návojná •
Nedašov •
Nedašova Lhota •
Neubuz •
Oldřichovice •
Ostrata •
Otrokovice •
Petrůvka •
Podhradí •
Podkopná Lhota •
Pohořelice •
Poteč •
Pozlovice •
Provodov •
Racková •
Rokytnice •
Rudimov •
Šanov •
Šarovy •
Sazovice •
Sehradice •
Slavičín •
Slopné •
Slušovice •
Spytihněv •
Štítná nad Vláří-Popov •
Študlov •	
Tečovice •
Tichov •
Tlumačov •
Trnava •
Ublo •
Újezd •
Valašské Klobouky •
Valašské Příkazy •	
Velký Ořechov •
Veselá •
Vizovice •
Vlachova Lhota •
Vlachovice •
Vlčková •
Všemina •
Vysoké Pole •
Zádveřice-Raková •
Želechovice nad Dřevnicí •
Zlín •
Žlutava

## Principales villes
Population des dix principales communes du district au 1er janvier 2025 et évolution depuis le 1er janvier 2024 :
| Zlín              | 74 684 | en augmentation |
| Otrokovice        | 17 401 | en diminution   |
| Napajedla         | 7 043  | en diminution   |
| Slavičín          | 6 184  | en diminution   |
| Brumov-Bylnice    | 5 400  | en diminution   |
| Luhačovice        | 5 029  | en diminution   |
| Vizovice          | 4 845  | en diminution   |
| Valašské Klobouky | 4 864  | en diminution   |
| Fryšták           | 3 834  | en diminution   |
| Slušovice         | 2 945  | en diminution   |